# Valborgsmässoafton (2004)
Valborgsmässoafton är en svensk kortfilm från 2004 i regi av Hanna Andersson. I rollerna ses Gunilla Röör och Fyr Thorwald. Filmen handlar om två ensamma människor som av en slump träffas under valborgsmässoafton. Den premiärvisades den 23 januari 2004 på Göteborgs filmfestival.